# Who's Lovin' You
Singles de The Miracles
Shop Around
(1960) Ain't It Baby
(1961)
Pistes de Hi... We're the Miracles
(You Can) Depend on Me
(2)
Singles de The Jackson 5
Big Boy
(1968) ABC
(1970)
Pistes de Diana Ross Presents The Jackson 5
My Cherie Amour
(7) Chained
(9)
Who's Lovin' You est une chanson du groupe The Miracles écrite par Smokey Robinson et extraite de l'album Hi... We're the Miracles. Elle est sortie en single le 27 septembre 1960, puis reprise en 1969 par le groupe The Jackson 5 dans l'album Diana Ross Presents The Jackson 5 et sortie en single le 7 octobre 1969 en face B de I Want You Back.